# Astragalus doshman-ziariensis
Astragalus doshman-ziariensis es una especie de planta del género Astragalus, de la familia de las leguminosas, orden Fabales.

## Distribución
Astragalus doshman-ziariensis se distribuye por Irán.

## Taxonomía
Fue descrita científicamente por A. A. Ramak Maassoumi & D. Podl. Fue publicado en Iranian Journal of Botany 4: 74 (1988).